# 月姫 (高見沢俊彦の曲)
「月姫」（つきひめ）は、高見沢俊彦の2枚目のシングル。2008年7月30日発売。発売元はEMIミュージック・ジャパン。

## 概要
前年のソロライブ、アルバム・レコーディングに参加したSEX MACHINEGUNSのAnchangによる作詞の楽曲。カップリング曲とジャケットが異なる3パターンが同時リリース。当時から一般的であったマキシシングルにミュージック・ビデオ収録DVDが付いたCD+DVDによる2枚組でのリリース形態ではなく、本作発売後に開催されたライブのパンフレットにDVDが付属した。

## 収録曲
作詞・作曲：高見沢俊彦（特記以外）

### パターンA（TOCT-40221）
1. 月姫 [5:34] 
  - 作詞：ANCHANG　編曲：高見沢俊彦 with 本田優一郎
2. One Way Love [6:56]
  - 編曲：高見沢俊彦 with 岸利至
3. 月姫〜Original Instrumental〜 [5:34]

### パターンB（TOCT-40222）
1. 月姫 [5:34]
2. 白夜 -Metal Byaku-ya- [6:18]
  - 編曲：高見沢俊彦 with 本田優一郎
3. 月姫〜Original Instrumental〜 [5:34]

### パターンC（TOCT-40223）
1. 月姫 [5:34]
2. Desire Red Rose 2008 [7:27]
  - 編曲：高見沢俊彦 with 岸利至
  - 原曲は1991年のソロ・プロジェクト時にライヴのみで披露されたもので、初のスタジオ音源。
3. 月姫〜Original Instrumental〜 [5:34]